# Helcostizus astrictus
Helcostizus astrictus là một loài tò vò trong họ Ichneumonidae.